# Мухаммед Али-бек Мехфи
Мухаммед Али-бек Мехфи (азерб. Məhəmmədəli bəy Məxfi; 1832—1892) — азербайджанский поэт, титулярный советник, член «Меджлиса-Унса». Автор произведения «Эхвалати-Гарабаг».

## Жизнь
Мухаммедали-бек Машади Асадулла-бек оглу родился в 1832 году в Шуше. Его отец Машади Асадулла-бек Гаджи Гасанали-бек оглу Велиев был известным купцом. Получив начальное образование от отца, Мухаммедали-бек продолжает учёбу в медресе. Русский язык он изучает в уездной школе Шуши. Впоследствии работает чиновником в Шамахинском, Тифлисском,
Иреванском и Шушинском уездных управлениях. Начав гражданскую службу в качестве переводчика, от чина губернского секретаря возвышается до чина титулярного советника.
Мухаммедали-бек также был поэтом. Писал под псевдонимом Мехфи. Будучи представителем литературной школы Физули, он также находился под влиянием литературного наследия Моллы
Панаха Вагифа. Мир Мохсун Навваб, Мухаммед ага Муджтахидзаде и другие рассказывали о нём в своих произведениях. Был членом литературного кружка «Меджлиси-Унс», организованного во второй половине XIX века в Шуше, в доме азербайджанской поэтессы Хуршидбану Натаван. Также работал корреспондентом газеты «Экинчи» по Карабаху.
Произведение «Эхвалати-Гарабаг» (1888) было написано под псевдонимом «Бахарлы». В 2001 году Орхан Бахарлы в своей статьей под названием «Об авторе произведения «Эхвалати-Гарабаг»
на основе ряда фактов пришёл к выводу, что автором этого труда был Мухаммедали-бек Мехфи. В начале произведения указаны причина его написания и содержание. Хотя там написано, что произведение будет состоять из 12 глав, в «Эхвалати-Гарабаг», единственная рукопись которой содержится в Матенадаране, есть 3 главы. В произведении об архитектурных памятниках, исторических личностях, традициях и обычаях, этнографических особенностях Карабаха написано больше, чем о его истории.
Мухаммедали-бек Мехфи умер в 1892 году.